# Parafia Najświętszego Serca Pana Jezusa w Kutach
Parafia Najświętszego Serca Pana Jezusa w Kutach – rzymskokatolicka parafia znajdująca się w Kutach, w archidiecezji lwowskiej, w dekanacie Iwano-Frankiwsk, na Ukrainie.

## Historia
Parafia erygowana w 1727 staraniem wojewody kijowskiego Józefa Potockiego. Obecny kościół projektu Łukasza Bodaszewskiego zbudowano w latach 1896–1898, na miejscu drewnianej świątyni, która spłonęła w 1895.
17 września 1939 w kuckim kościele tutejszy proboszcz ks. Wincenty Smal odprawił mszę za Ojczyznę, w której udział wzięli prezydent RP Ignacy Mościcki, premier Felicjan Sławoj Składkowski, naczelny wódz marszałek Edward Rydz-Śmigły i inni dygnitarze państwowi. Była to ostatnia msza z udziałem najwyższych władz państwowych na terytorium II Rzeczypospolitej, odprawiona na kilka godzin przed przekroczeniem przez nie mostu granicznego z Rumunią.
Podczas działań wojennych kościół został uszkodzony, a później zdewastowany. Po wojnie znacjonalizowany przez komunistów, służył jako magazyn opakowań szklanych. Zwrócony po upadku komunizmu i 30 października 1993 ponownie poświęcony. Od tego czasu trwają pracę renowacyjne.